# Districte d'Avallon
El Districte d'Avallon és un dels tres districtes del departament francès del Yonne, a la regió de Borgonya-Franc Comtat. Té 10 cantons i 149 municipis. El cap del districte és la sotsprefectura d'Avallon.Te una extensió de 2.079 Km2 i una població de 40.669 habitants segons cens de 2022.

## Cantons
cantó d'Ancy-le-Franc - cantó d'Avallon - cantó de Cruzy-le-Châtel - cantó de Flogny-la-Chapelle - cantó de Guillon - cantó de L'Isle-sur-Serein - cantó de Noyers - cantó de Quarré-les-Tombes - cantó de Tonnerre - cantó de Vézelay